# بلاد مال قبلی، قنا
بلاد مال قبلی (به عربی: بلاد المال قبلي)، روستایی از توابع شهرستان ابو تشت در استان قنا و کشور مصر است.

## جمعیت
براساس سرشماری سال ۲۰۰۶ مصر، جمعیت آن ۱۳۸۸۸ نفر(۶۴۰۹ مرد و ۷۴۷۹ زن) بوده‌است.